# Cormainville
Cormainville est une commune française située dans le département d'Eure-et-Loir en région Centre-Val de Loire. Elle fait partie d'une zone écologique protégée du réseau Natura 2000. C'est une zone importante pour la conservation des oiseaux de la vallée de la Conie et Beauce centrale.

## Géographie

### Situation

Situation géographique
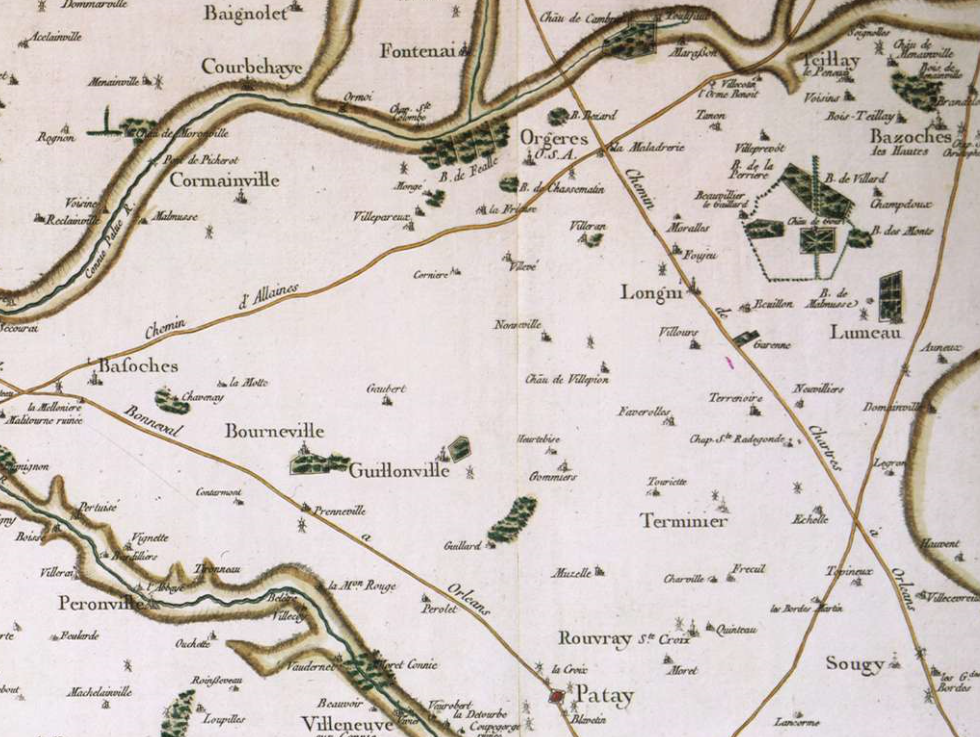
Extrait de la carte de Cassini, 1757
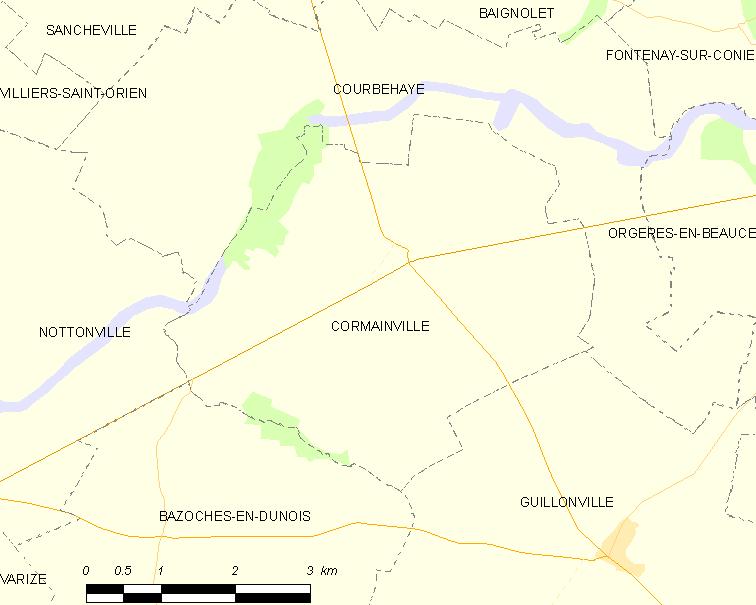
Carte de la commune de Cormainville, 2012.
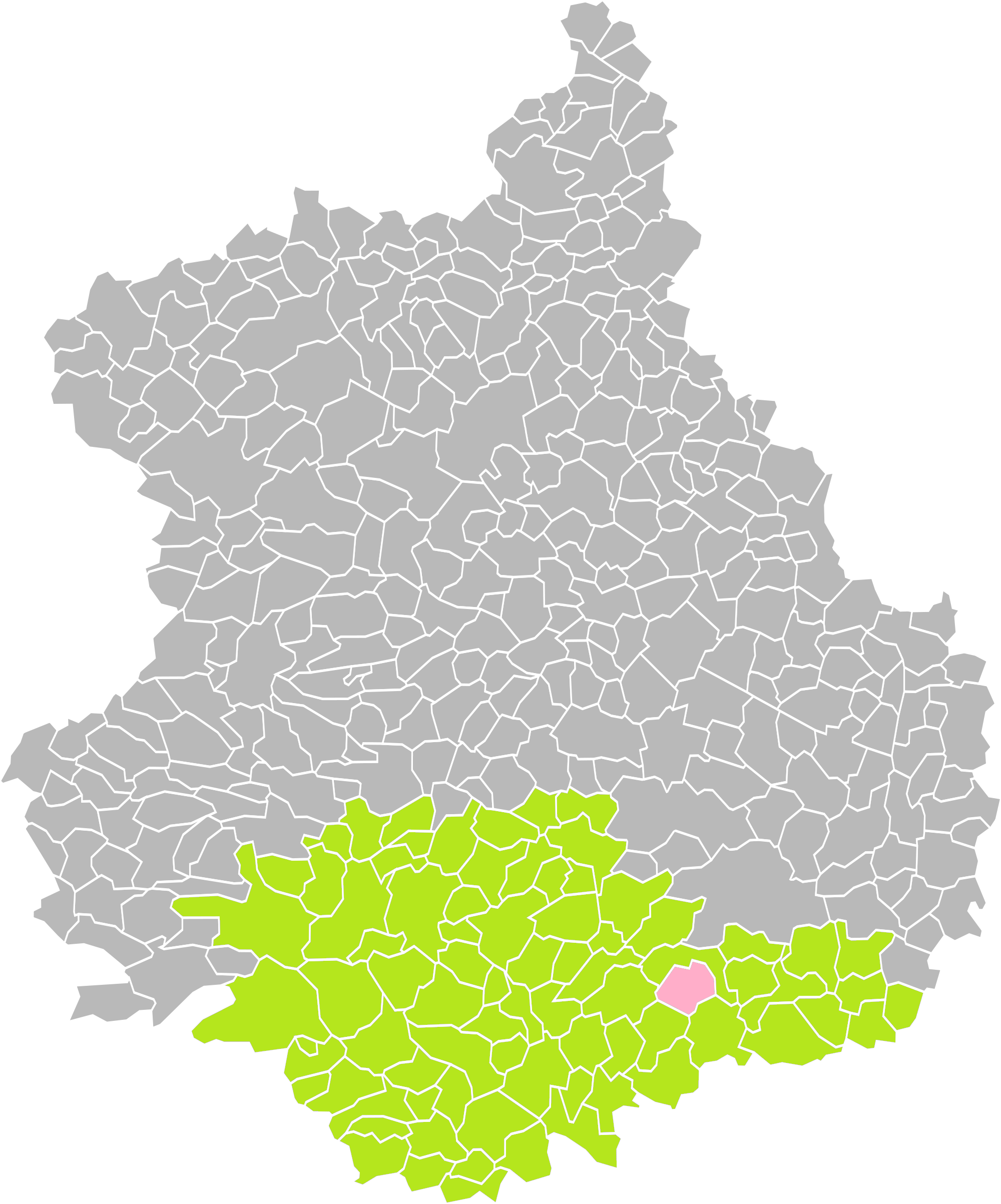
Cormainville dans son arrondissement, 2016.

### Communes limitrophes
|                    | Courbehaye   |                   |
| Nottonville        | Cormainville | Orgères-en-Beauce |
| Bazoches-en-Dunois |              | Guillonville      |

### Climat
Pour des articles plus généraux, voir Climat du Centre-Val de Loire et Climat d'Eure-et-Loir.
En 2010, le climat de la commune est de type climat océanique dégradé des plaines du Centre et du Nord, selon une étude du CNRS s'appuyant sur une série de données couvrant la période 1971-2000. En 2020, Météo-France publie une typologie des climats de la France métropolitaine dans laquelle la commune est exposée à un climat océanique altéré et est dans la région climatique  Moyenne vallée de la Loire, caractérisée par une bonne insolation (1 850 h/an) et un été peu pluvieux. 
Pour la période 1971-2000, la température annuelle moyenne est de 10,8 °C, avec une amplitude thermique annuelle de 15 °C. Le cumul annuel moyen de précipitations est de 637 mm, avec 10,4 jours de précipitations en janvier et 7,4 jours en juillet. Pour la période 1991-2020, la température moyenne annuelle observée sur la station météorologique de Météo-France la plus proche, sur la commune de Guillonville à 7 km à vol d'oiseau, est de 11,4 °C et le cumul annuel moyen de précipitations est de 617,9 mm,. Pour l'avenir, les paramètres climatiques de la commune estimés pour 2050 selon différents scénarios d'émission de gaz à effet de serre sont consultables sur un site dédié publié par Météo-France en novembre 2022.

## Urbanisme

### Typologie
Au 1er janvier 2024, Cormainville est catégorisée commune rurale à habitat dispersé, selon la nouvelle grille communale de densité à 7 niveaux définie par l'Insee en 2022.
Elle est située hors unité urbaine et hors attraction des villes,.

### Occupation des sols
L'occupation des sols de la commune, telle qu'elle ressort de la base de données européenne d’occupation biophysique des sols Corine Land Cover (CLC), est marquée par l'importance des territoires agricoles (93,5 % en 2018), en diminution par rapport à 1990 (95,2 %). La répartition détaillée en 2018 est la suivante : 
terres arables (93,5 %), forêts (4,4 %), zones urbanisées (1,7 %), zones humides intérieures (0,4 %). L'évolution de l’occupation des sols de la commune et de ses infrastructures peut être observée sur les différentes représentations cartographiques du territoire : la carte de Cassini (XVIIIe siècle), la carte d'état-major (1820-1866) et les cartes ou photos aériennes de l'IGN pour la période actuelle (1950 à aujourd'hui).

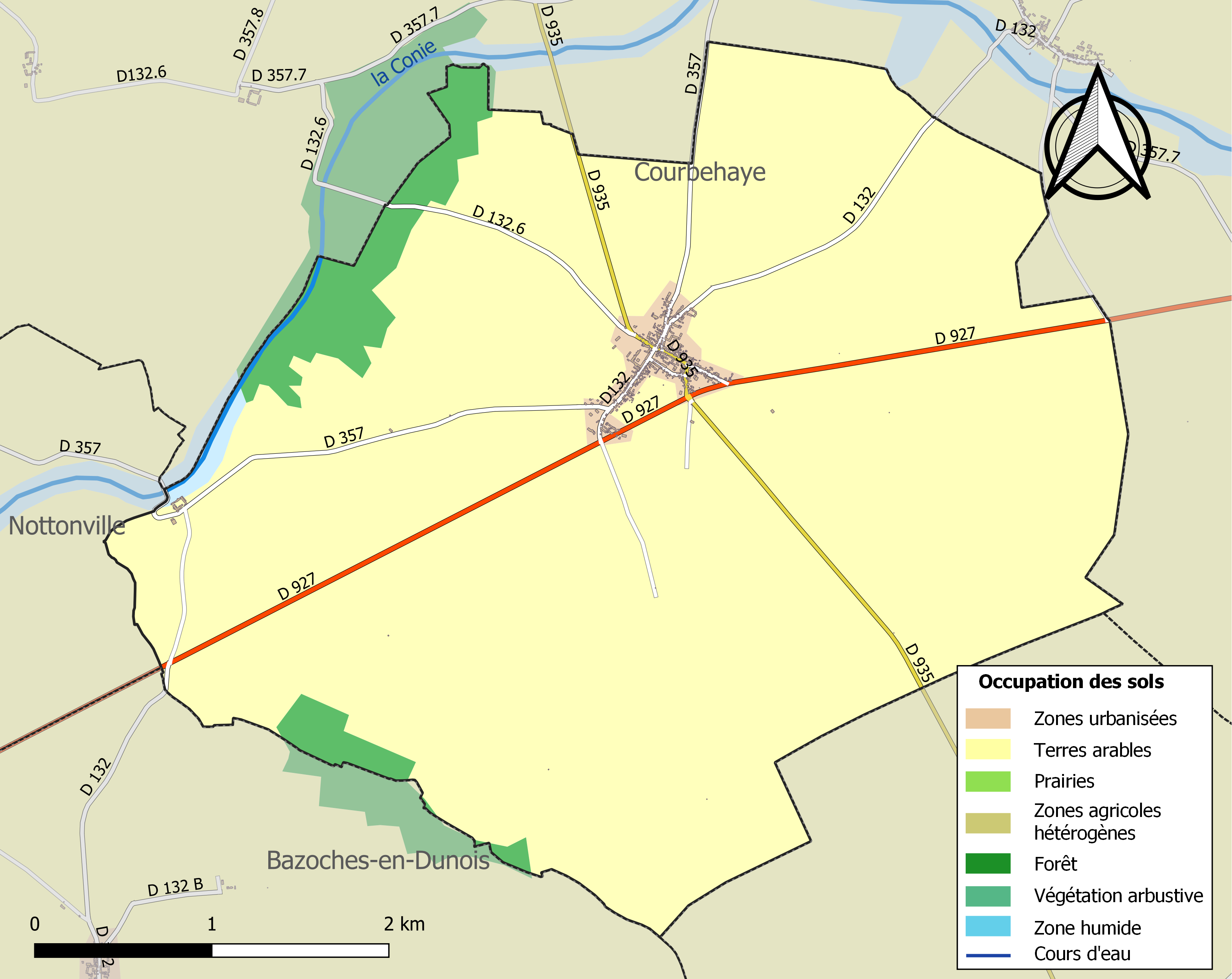
Carte des infrastructures et de l'occupation des sols de la commune en 2018 (CLC).

### Risques majeurs
Le territoire de la commune de Cormainville est vulnérable à différents aléas naturels : météorologiques (tempête, orage, neige, grand froid, canicule ou sécheresse), inondations, mouvements de terrains et séisme (sismicité très faible). Il est également exposé à un risque technologique, le transport de matières dangereuses. Un site publié par le BRGM permet d'évaluer simplement et rapidement les risques d'un bien localisé soit par son adresse soit par le numéro de sa parcelle.

#### Risques naturels
Certaines parties du territoire communal sont susceptibles d’être affectées par le risque d’inondation par débordement de cours d'eau, notamment la Conie. La commune a été reconnue en état de catastrophe naturelle au titre des dommages causés par les inondations et coulées de boue survenues en 1999,.

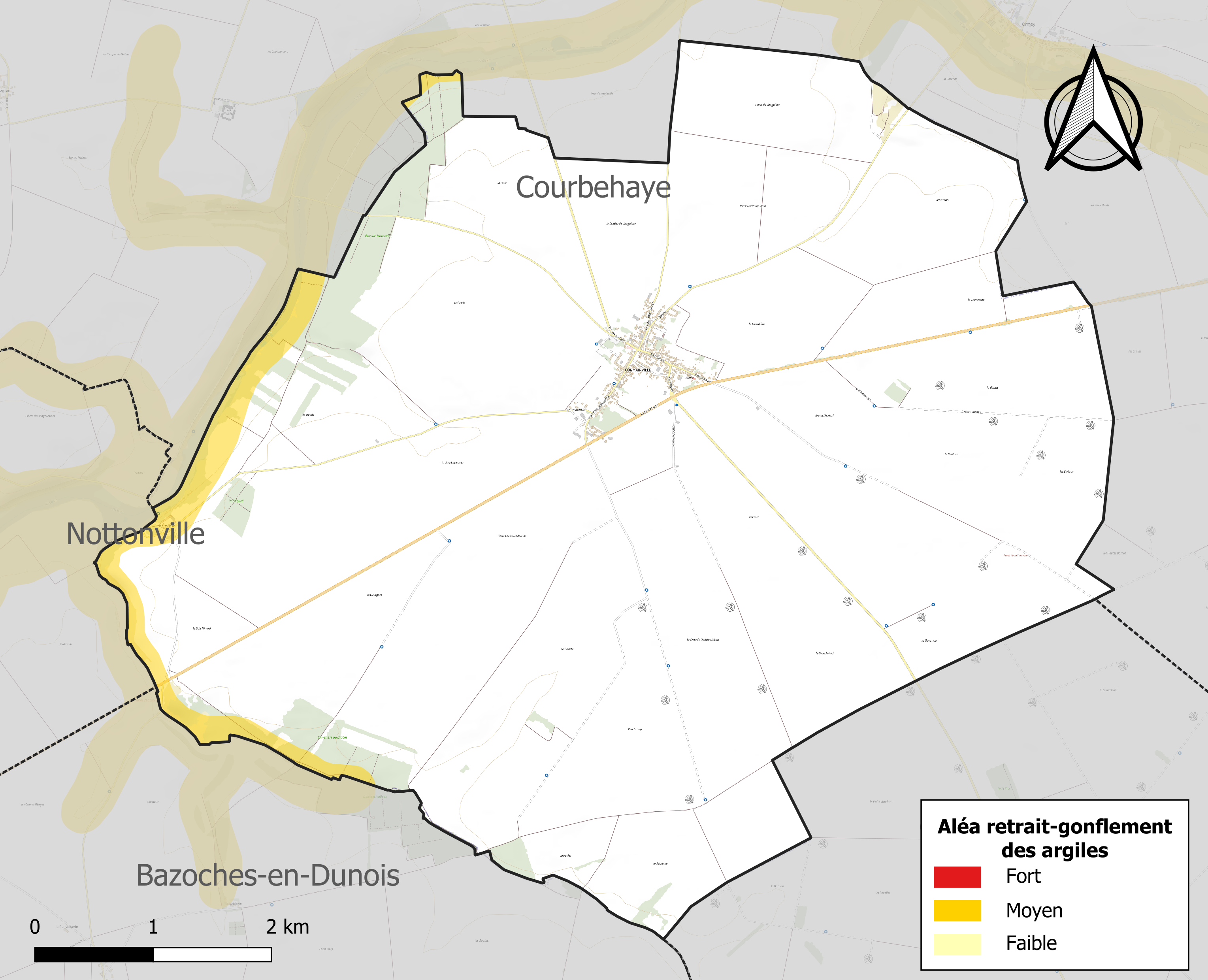
Carte des zones d'aléa retrait-gonflement des sols argileux de Cormainville.

Les mouvements de terrains susceptibles de se produire sur la commune sont des effondrements généralisés de terrains miniers.
Le retrait-gonflement des sols argileux est susceptible d'engendrer des dommages importants aux bâtiments en cas d’alternance de périodes de sécheresse et de pluie. 3 % de la superficie communale est en aléa moyen ou fort (52,8 % au niveau départemental et 48,5 % au niveau national). Sur les 137 bâtiments dénombrés sur la commune en 2019, 1 sont en aléa moyen ou fort, soit 1 %, à comparer aux 70 % au niveau départemental et 54 % au niveau national. Une cartographie de l'exposition du territoire national au retrait gonflement des sols argileux est disponible sur le site du BRGM,.
Concernant les mouvements de terrains, la commune a été reconnue en état de catastrophe naturelle au titre des dommages causés par des mouvements de terrain en 1999.

#### Risques technologiques
Le risque de transport de matières dangereuses sur la commune est lié à sa traversée par des infrastructures routières ou ferroviaires importantes ou la présence d'une canalisation de transport d'hydrocarbures. Un accident se produisant sur de telles infrastructures est en effet susceptible d’avoir des effets graves au bâti ou aux personnes jusqu’à 350 m, selon la nature du matériau transporté. Des dispositions d’urbanisme peuvent être préconisées en conséquence.

## Toponymie
Le nom de la localité est attesté sous les formes Colomella vers 1130, à lire probablement * Colomenvilla ; Colomevilla en 1140 et 1141 ; Columpna villa en 1189 ; Colummen villa en 1190 ; Coulemainvilla en 1270 ; Courmainville en 1451.
Il y a, pour désigner Cormainville, des hypothèses concurrentes.
Dans le cas de Cormainville, les mentions indiquent d'abord un diminutif (Colomella), une « petite colonne », puis un composé avec villa « domaine ». Colonne qui pourrait désigner des bornes frontières délimitant un territoire.
Du latin columen « cime, sommet, comble d'un toit, colonne, poutre servant de support, étançon », « ferme aux bâtiments  étançonnés ».
Gérard Taverdet a émis l'hypothèse d'une étymologie populaire avec le nom de Sainte Colombe, martyre à Sens en 273.

## Politique et administration

### Liste des maires

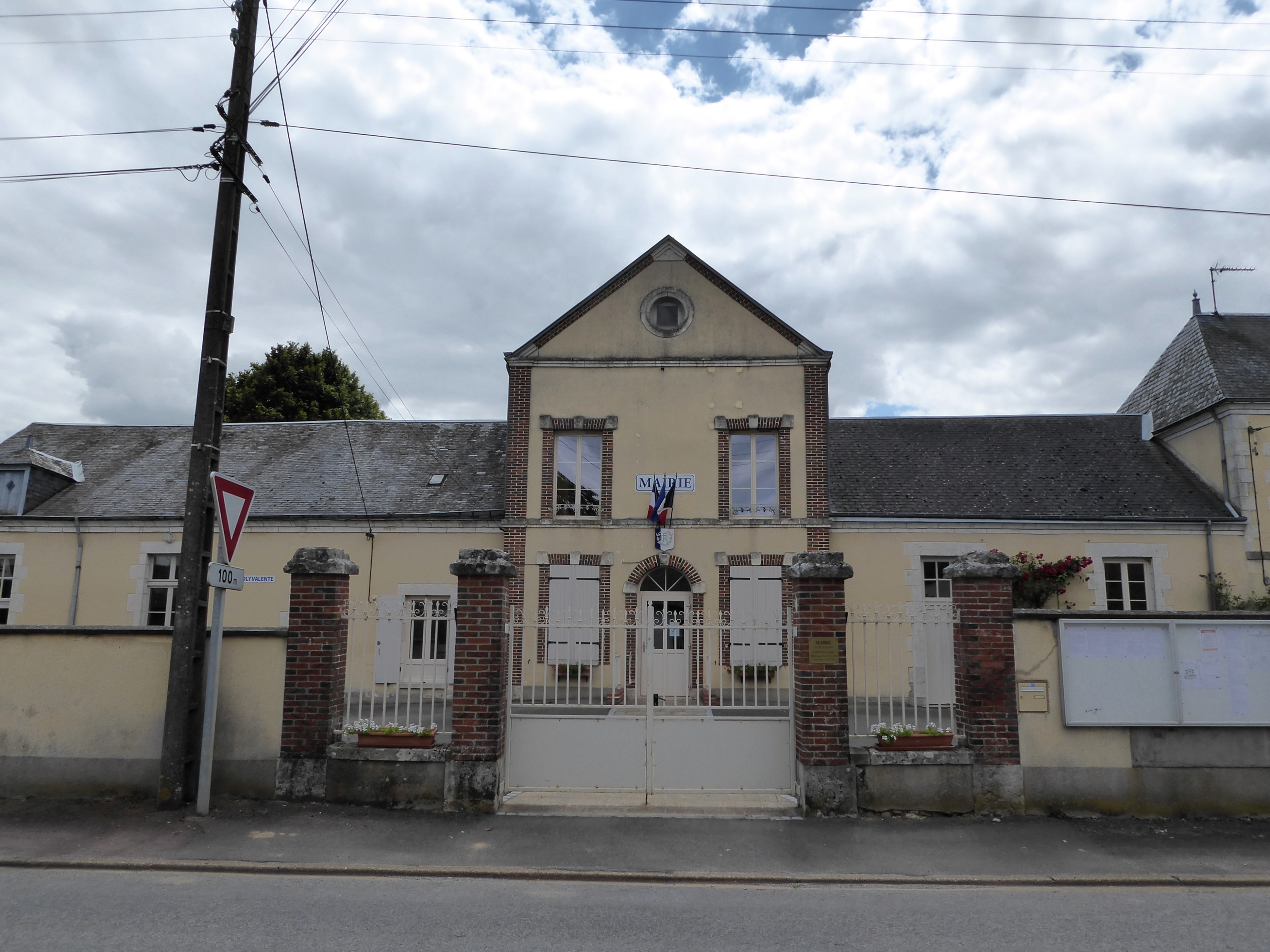
La mairie de Cormainville.

| Période                                  | Période   | Identité          | Étiquette | Qualité    |
| ---------------------------------------- | --------- | ----------------- | --------- | ---------- |
| mars 2001                                | mars 2008 | Albert Lailler    |           |            |
| mars 2008                                | En cours  | Jean-Luc Legrand, |           | Commerçant |
| Les données manquantes sont à compléter. |           |                   |           |            |

## Population et société

### Démographie
L'évolution du nombre d'habitants est connue à travers les recensements de la population effectués dans la commune depuis 1793. Pour les communes de moins de 10 000 habitants, une enquête de recensement portant sur toute la population est réalisée tous les cinq ans, les populations de référence des années intermédiaires étant quant à elles estimées par interpolation ou extrapolation. Pour la commune, le premier recensement exhaustif entrant dans le cadre du nouveau dispositif a été réalisé en 2008.

En 2022, la commune comptait 222 habitants, en évolution de −8,26 % par rapport à 2016 (Eure-et-Loir : −0,23 %, France hors Mayotte : +2,11 %).
| 1793 | 1800 | 1806 | 1821 | 1831 | 1836 | 1841 | 1846 | 1851 |
| ---- | ---- | ---- | ---- | ---- | ---- | ---- | ---- | ---- |
| 382  | 451  | 422  | 443  | 574  | 550  | 540  | 514  | 596  |

| 1856 | 1861 | 1866 | 1872 | 1876 | 1881 | 1886 | 1891 | 1896 |
| ---- | ---- | ---- | ---- | ---- | ---- | ---- | ---- | ---- |
| 610  | 653  | 681  | 636  | 643  | 630  | 606  | 602  | 617  |

| 1901 | 1906 | 1911 | 1921 | 1926 | 1931 | 1936 | 1946 | 1954 |
| ---- | ---- | ---- | ---- | ---- | ---- | ---- | ---- | ---- |
| 614  | 580  | 594  | 472  | 427  | 422  | 392  | 393  | 380  |

| 1962 | 1968 | 1975 | 1982 | 1990 | 1999 | 2006 | 2008 | 2013 |
| ---- | ---- | ---- | ---- | ---- | ---- | ---- | ---- | ---- |
| 339  | 312  | 290  | 219  | 185  | 192  | 219  | 227  | 248  |

| 2018 | 2022 | - | - | - | - | - | - | - |
| ---- | ---- | - | - | - | - | - | - | - |
| 232  | 222  | - | - | - | - | - | - | - |

## Économie

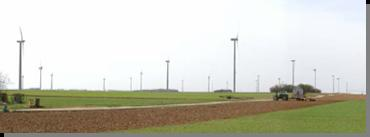
Ferme d'éoliennes construites à Cormainville par Volkswind Gmbh.

### Parc éolien de Cormainville - Guillonville
En 2006, trente turbines Vestas V80, d'une puissance de 2 MW chacune, ont été mises en service par la société Difko sur les communes de Cormainville et Guillonville, développant une puissance totale de 60 MW.

### Parc éolien de Cormainville - Guillonville - Courbehaye
En 2016, sept turbines Nordex N100/2500 d'une puissance de 2,5 MW chacune, ont été mises en service par la société STEAG sur les communes de Cormainville, Guillonville et Courbehaye, développant une puissance totale de 17,5 MW.

## Culture locale et patrimoine

### Lieux et monuments

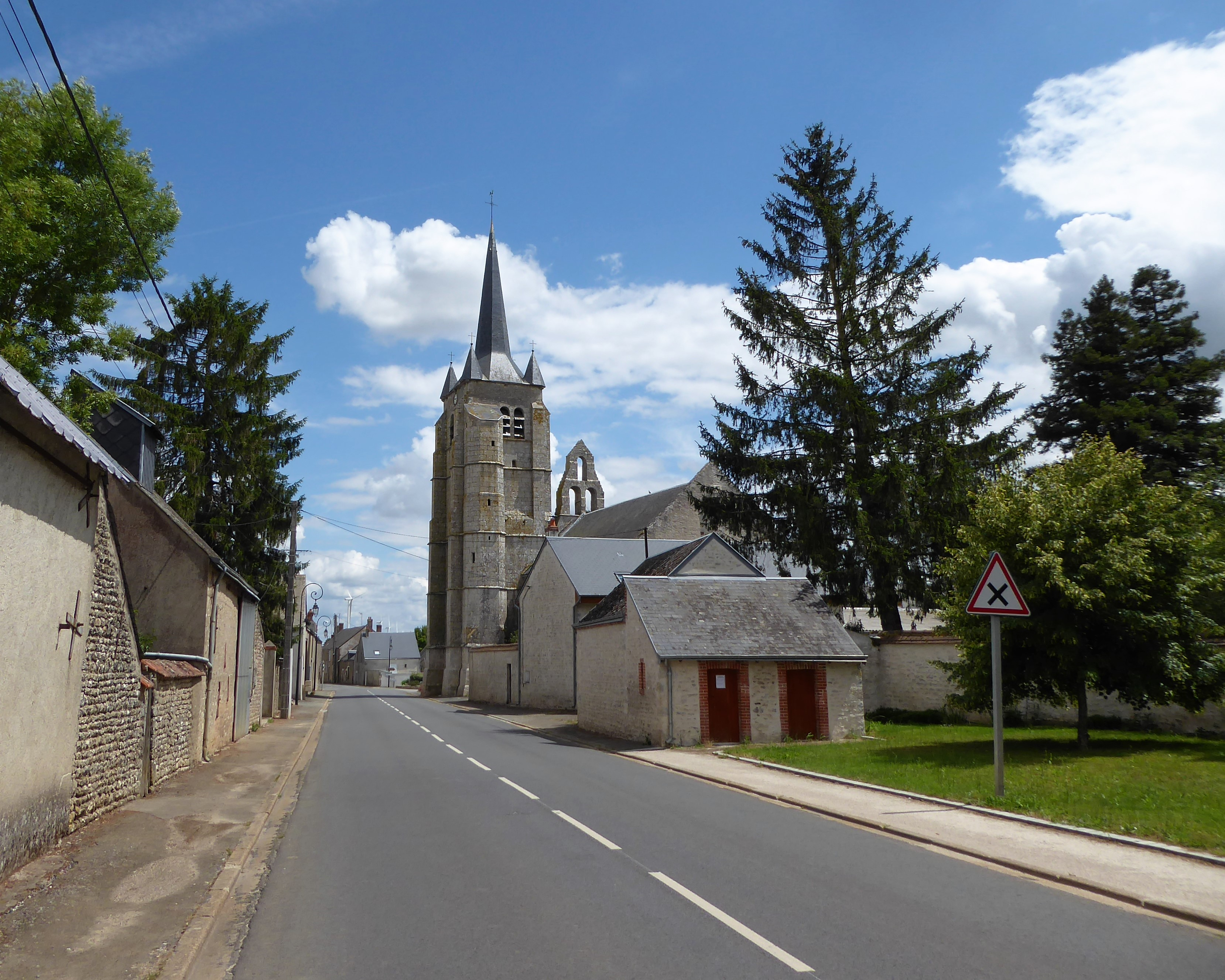
L'église Saint-Pierre, rue du Dix-Sept-Août.

#### Église Saint-Pierre
XVIe et XIXe siècles,  Inscrit MH (1927)

#### Grange aux dîmes

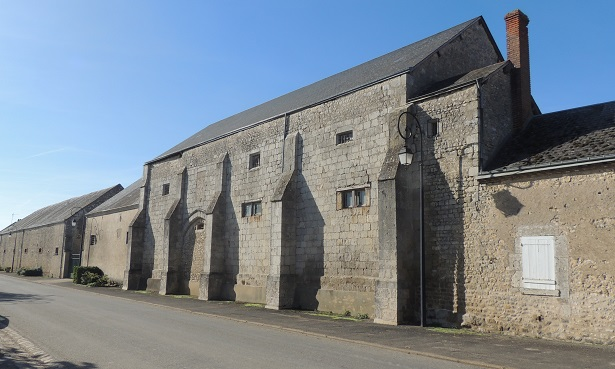
Ancien couvent et granges qui stockaient le grain.

Il existe aussi à Cormainville une ancienne grange aux dîmes,  Inscrit MH (1928), remontant partiellement aux XIVe et XVe siècles, aujourd'hui intégrée dans une propriété privée.
L'abbé Bordas notait au XVIIIe siècle que les moines de Bonneval « mettent les revenus [de l'église] à couvert dans une ferme qui fait l'ornement du bourg par la grandeur et la solidité de sa grange et de ses greniers ».

#### Autres lieux et monuments
- Monument aux morts de la Première Guerre mondiale ;
- Monument aux morts de la Résistance intérieure française le 17 août 1944 lors de la Libération de Cormainville.

Autres lieux et monuments
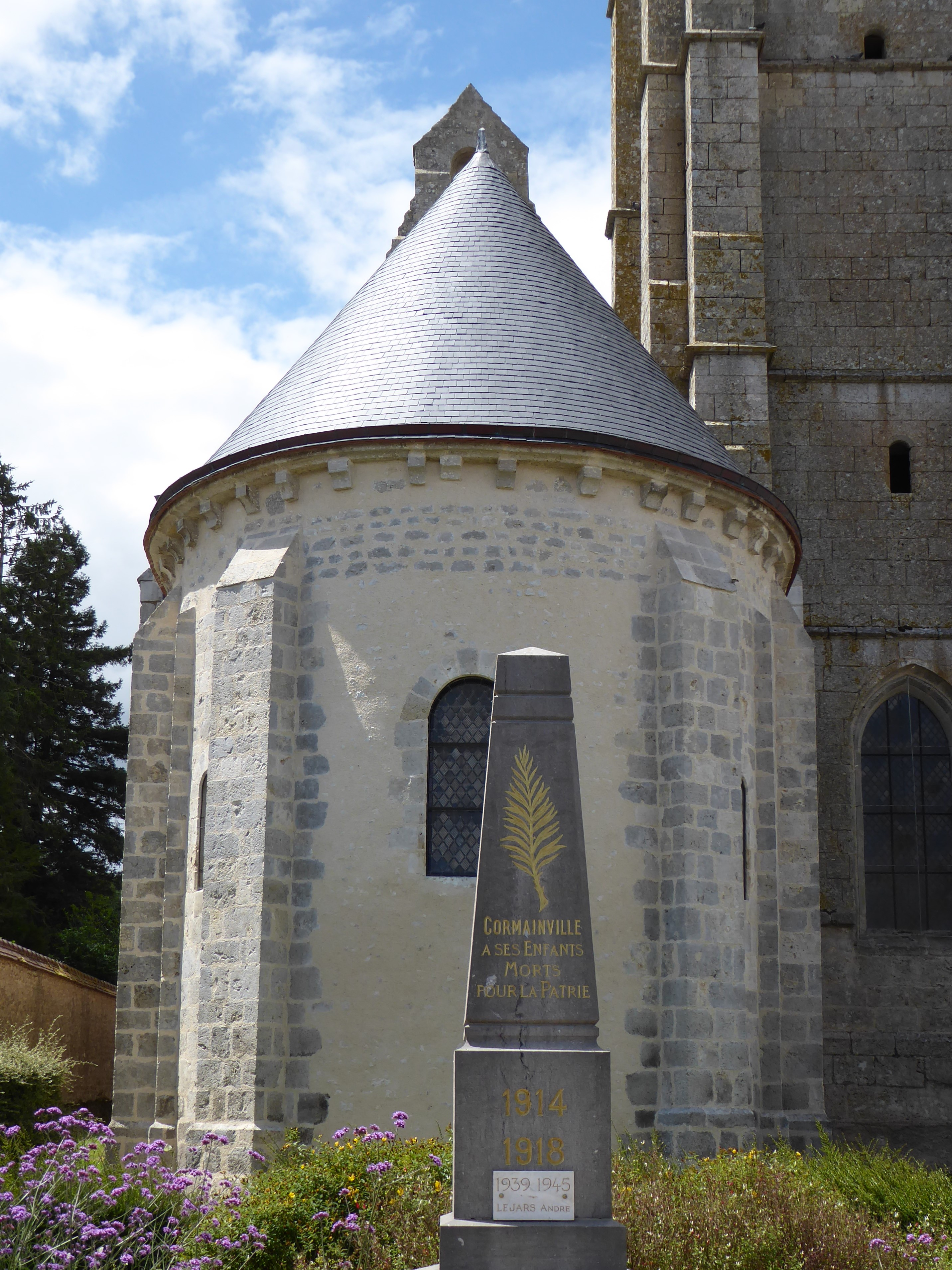
Guerre 1914-1918.
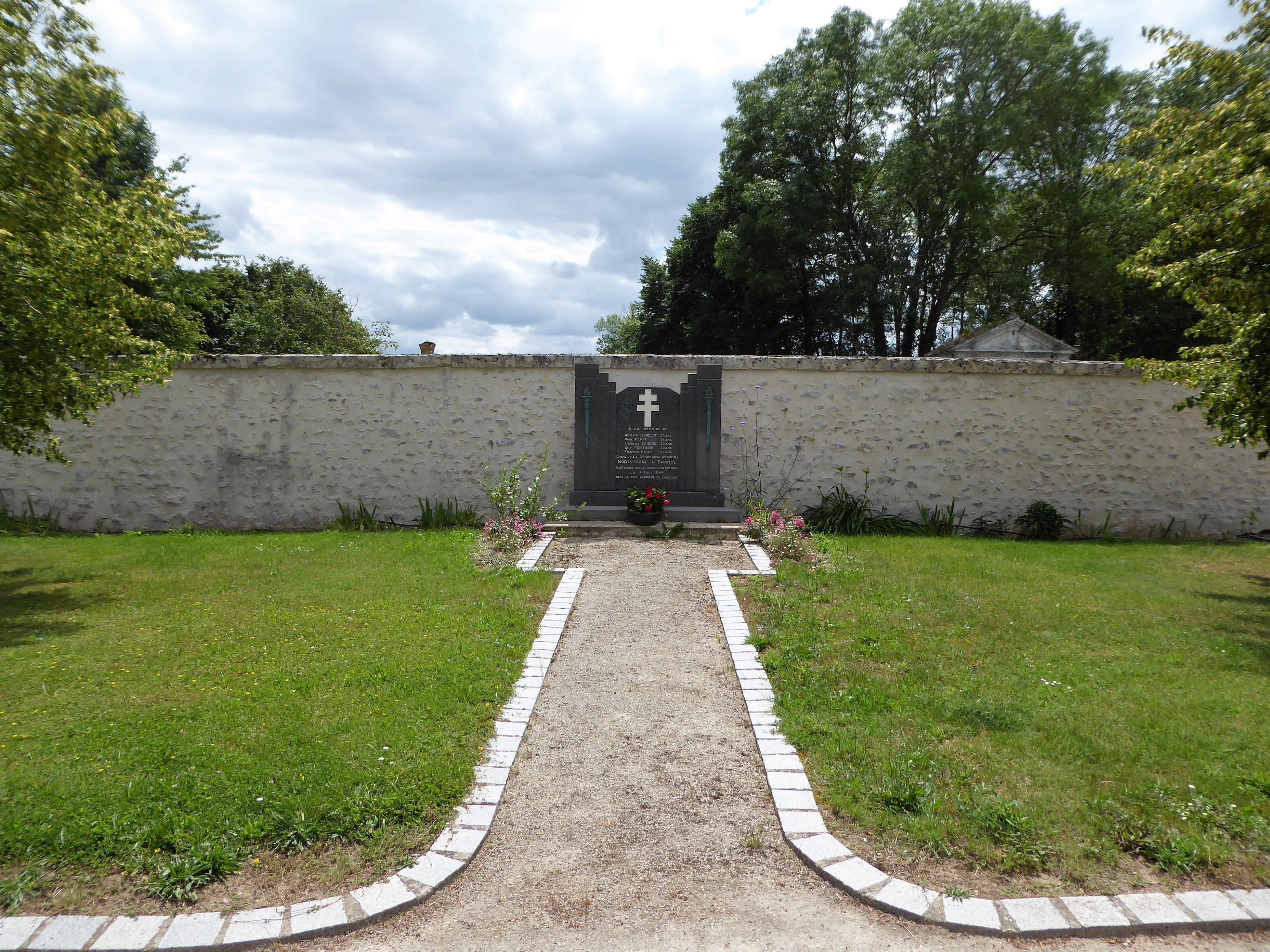
Martyrs du 17 août 1944.

### Personnalités liées à la commune
- Pierre Dreux (1829-1888), connu politiquement sous le nom de Dreux-Linget, est un homme politique français, maire de Cormainville en 1865.